# Fogászati kezelőegység

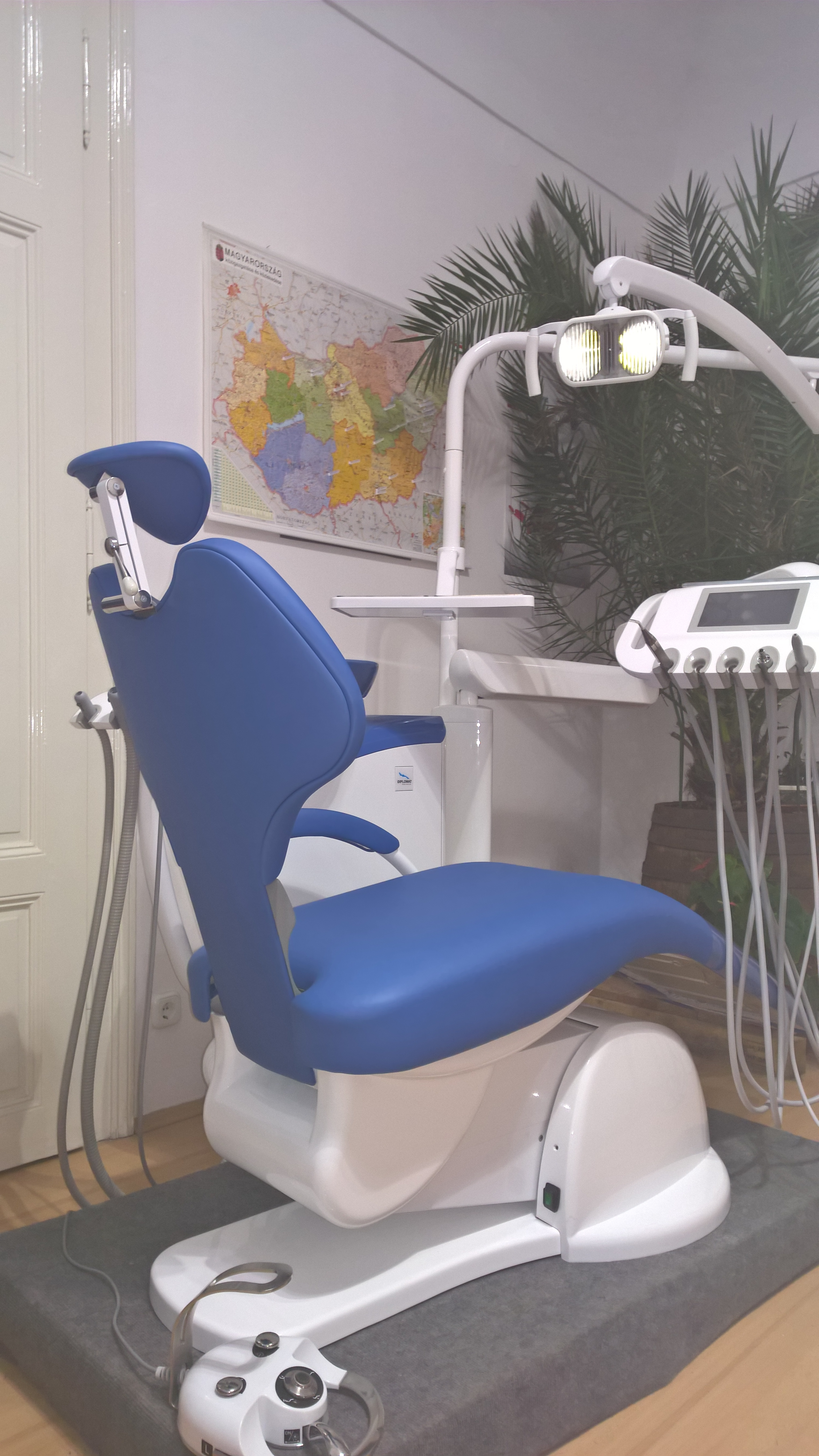
Kiállított fogászati kezelőegység

A fogászati kezelőegység a fogorvosi ellátás nélkülözhetetlen eszköze. Funkciói / felszereltsége függvényében alkalmas a páciensek különböző szintű fogászati kezelésére, mely lehet gyógyító, illetve esztétikai célzatú. A fogászati kezelőegység elektromos árammal, sűrített levegővel, hálózati vízcsatlakozással, csatorna kivezetéssel, vákuumos elszívási lehetőséggel működik.

## Fogászati kezelőegységek a kezelés módja szerint
1. általános kezelőegység: klinikai és általános fogászati ellátási célokra – fogorvosok számára
2. Gyermek kezelőegység: színes és barátságos látványa csökkenti a gyermekek félelem érzetét és felkelti a gyermek érdeklődését, így megkönnyíti a gyermekek kezelését. Gyermek klinikákon / fogászatokon használatos.
3. Ortodonciális kezelőegység – fogszabályzó szakorvos, dentalhigiénikusok munkájához felszerelt kezelőegység.

## Fogászati kezelőegységek mobilitás szerint

### Rögzített készülékek
A hétköznapi életben legáltalánosabban a padlóhoz rögzített fogászati kezelőegységek használatosak. Mivel a rögzített székek műszaki ellátását (víz, elektromos áram) a fogászati rendelő padlójába építve vezetik, e készülékeket vagy közvetlenül a padló burkolatához csavarozzák, vagy egy telepítő talp közbeiktatásával ragasztják rá. Beépítettsége miatt nem cél a könnyű súly elérése. A tervezők a minőségi anyagok használatára és a stabilitás elérésére radikális súlycsökkentés nélkül törekedhetnek.

### Hordozható kezelőegységek
A hordozható fogászati szék műszaki ellátó egységei maguk is hordozhatók, így a generátor és a víztartály is. Használata különösen praktikus a katonaság és mobil klinikák munkája során, ahol a fogorvosok mozgásképtelen betegeket látnak el lakóhelyükön. Hordozható kivitele folytán a gyártók törekszenek a könnyű súlyra, és optimalizált anyagfelhasználásra.

## A fogászati kezelőegység részei

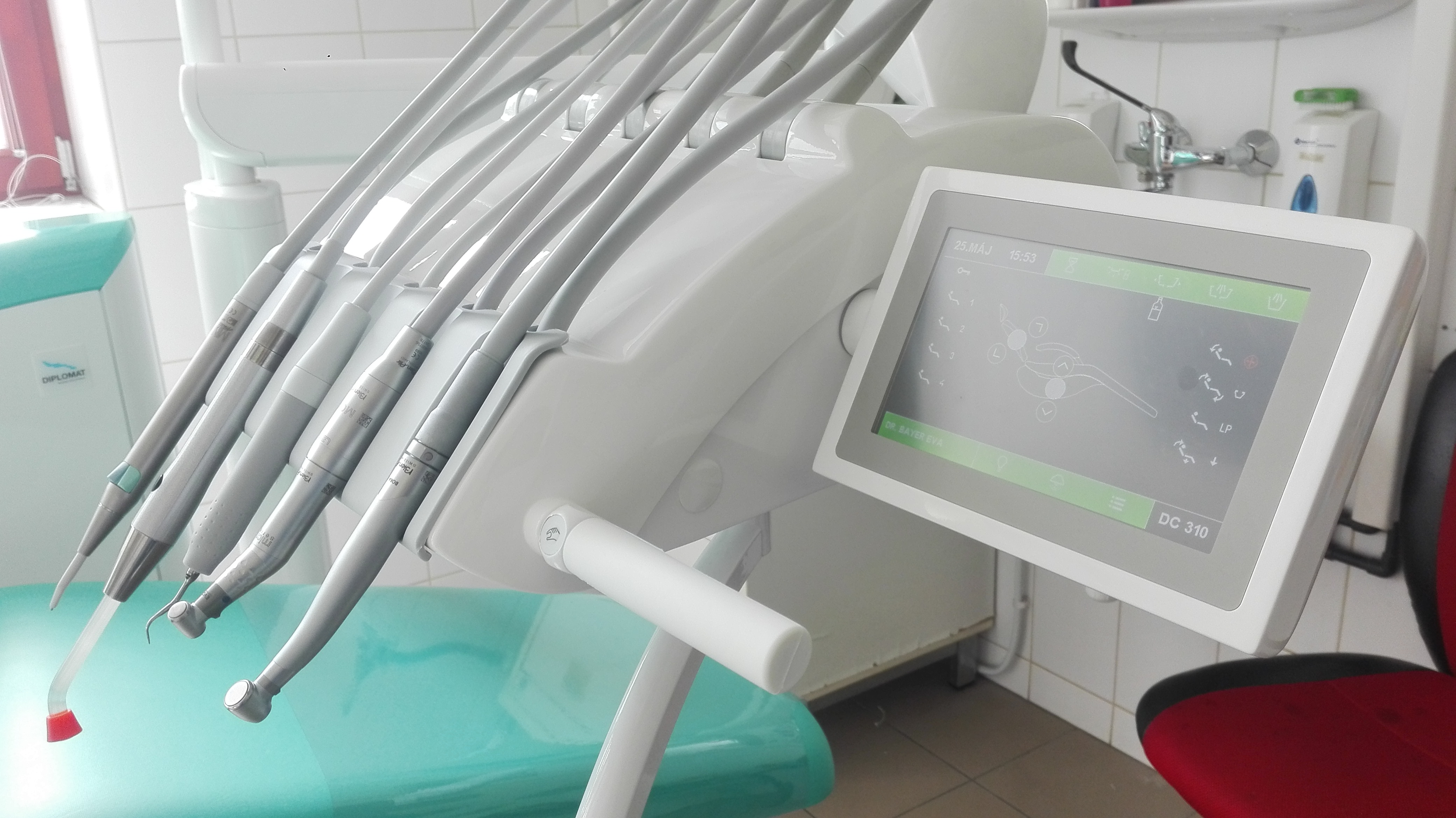
Érintőképernyős tasztatúra és kézidarabok

- Kezelőszék: amelyben a páciens a fogászati kezelés során ül/fekszik, s így a fogorvos könnyen vizsgálhatja és kezelheti a páciens fogait.
- Orvosi lámpa: 5000 - 30 000 lux fényerővel és pontos fényszórási iránnyal világító operációs fényforrás, melynek segítségével a fogorvos a páciens szájüregét világítja be. Ma már létezik szenzoros, azaz érintés nélkül kézmozdulattal vezérelhető fogászati lámpa is.
- Vizesblokk: a fogászati kezelőegység vízellátását biztosító műszer szekrény általában a kezelőszék mellett. Az öblítő csésze mosásáról és a pohár töltéséről gondoskodik. A vizesblokkban található még a szeparátor, mely készülék szétválasztja a szájból elszívott  levegőt és nedvességet.
- Elszívó rendszer: kompresszor, nyálszívó / exhaustor. A kompresszor termelte sűrített levegő segítségével az exhaustor/nyálszívó minden folyadékot és szennyezett levegőt eltávolít a szájüregből.
- Orvosi asztal: tartalmazza a 4-6 kézidarabot (fogorvosi eszközt) és műszer tálcát. A fogorvos ezek segítségével kezeli a fogakat. (Mikromotor, turbina, depurátor, kauter, puszter, polimerizációs lámpa, implant motor) Köznyelven ez a fúró, fogkő leszedő... A műszertálcán az előkészített, vagy a már használt eszközöket, anyagokat tárolhatja. Az orvosi asztalt fóliás, vagy érintőképernyős tasztatúráról (vezérlőpanelről) irányíthatja.
- Lábkapcsoló: a fogorvos lábbal működtetheti a fogászati kezelőegység különböző funkcióit (például a kezelőszék pozícióját, a kézidarabok forgási sebességét...), így szabadon, sterilen maradhatnak a kezei a páciens ellátása során.

A fogászati kezelőegységek ma sosem látott tempóban fejlődnek, hogy a páciensek szájüregének egészségéről, kifogástalan esztétikájáról egyre gyorsabban gondoskodhassanak a fogorvosok.
Ezt segítik még elő a fogászati szoftverek használata is, amitől még egyszerűbbé válnak a kezelések.